# Erik Jonvik
Erik Lundanes Jonvik (Oslo, 29 dicembre 1990) è un ex calciatore e giocatore di calcio a 5 norvegese, di ruolo centrocampista.

## Carriera
Jonvik iniziò la carriera professionistica con la maglia del KFUM Oslo. Il 28 novembre 2010 fu reso noto il suo passaggio al Sarpsborg 08. Esordì nella Tippeligaen il 18 marzo 2011, sostituendo Michael Røn nel successo per tre a zero sul Molde. Nel 2013, fece ritorno al KFUM Oslo.
È anche un giocatore di futsal.